# Mark Ellis (engenheiro)
Mark Ellis (Langley, 22 de junho de 1964), é um engenheiro britânico de Fórmula 1 que trabalhou nas equipes Jaguar, British American Racing, Honda, Super Aguri, Red Bull e Mercedes.

## Carreira
Ellis estudou engenharia mecânica na Universidade de Southampton antes de ingressar na Ricardo Consulting Engineers como engenheiro de desenvolvimento de motores.
A carreira de Ellis no automobilismo começou em 1988, alcançando sucesso com inúmeras equipes em várias categorias, em cargos que iam desde liderar o desenvolvimento de carros de Super Touring até transmissões WRC 4WD. Ele ganhou destaque participando do programa da equipe Williams para o Campeonato Britânico de Carros de Turismo (BTCC, em sua sigla em inglês), quando trabalhou com a Williams Renault Dealer Racing em seu projeto do carro de turismo para a temporada de 1995, o Renault Laguna, que dominou a temporada de 1997 com Alain Menu ao volante e, em 2000, ele e Menu estiveram juntos novamente na Prodrive, vencedor do Campeonato Mundial de Rali, onde Ellis projetou o Ford Mondeo que levou Menu para o último campeonato de BTCC da era hi-tech Super Touring.
Ele acabou mudando para a Fórmula 1 em 2000, com a British American Racing (BAR) como chefe de projeto mecânico. Ellis já era um colaborador próximo do diretor técnico da equipe, Malcolm Oastler, desde o início da BAR, ele juntou-se a BAR, na quele ano, a partir da Prodrive para ocupar o cargo de chefe de projeto mecânico. Após um curto período na British American Racing, em 2001, pouco antes do Grande Prêmio de San Marino, ele mudou-se para a Jaguar Racing como seu engenheiro chefe de corrida.
Em 1 de junho de 2002, foi anunciado que o novo chefe de equipa da BAR, David Richards, decidiu trazer Ellis de volta para sua equipe e, que, na semana seguinte, o britânico já seria o engenheiro chefe de teste da BAR. Mesmo após a Honda adquirir a equipe British American Racing, Ellis continuou trabalhado em Brackley como engenheiro chefe da equipe de teste da Honda Racing F1 Team.
Entre 2007 e 2008, ele trabalhou para a Super Aguri como diretor de engenharia antes de ingressar na Red Bull Racing como engenheiro chefe de performance de veículos. Um ano mais tarde ele assumiu o posto de engenheiro chefe da dinâmica de veículo da equipe austríaca, cargo este que ocupou até a temporada de 2013,  conquistando com a Red Bull Racing os títulos em 2010, 2011, 2012 e 2013.
Em dezembro de 2013, foi anunciado a contratação de Mark Ellis pela equipe da Mercedes e, que, ele assumiria o cargo de diretor de performance, ao retornar a Brackley, em junho de 2014. Com a Mercedes, Mark acrescentou mais quatro títulos consecutivos ao seu já impressionante currículo, com a equipe alemã conquistando os títulos em 2014, 2015, 2016 e 2017.
Em julho de 2018, foi anunciado que Mark Ellis deixaria seu cargo na Mercedes a partir da metade de 2019, e iniciaria um ano sabático. E, que Ellis seria substituído ao fim deste ano por Loïc Serra.